# UFO Robot Grendizer
UFO Robot Grendizer ( ＵＦＯロボ グレンダイザー Yūfō Robo Gurendaizā?), también conocida simplemente como Grendizer en Latinoamérica y España, es una serie de anime del dibujante japonés Gō Nagai dentro de la saga de robots que comenzó con Mazinger Z y Gran Mazinger. A pesar de que no tiene mayor relación con estas dos series antecesoras (a excepción de presentar al personaje Kōji Kabuto), Grendizer es considerada como una secuela más. Este anime fue transmitido por la televisión japonesa entre los años 1975 y 1977, constando de 74 episodios de 25 minutos de duración. La animación de la serie corrió a cargo de Kazuo Kamatsubara y Tadanao Tsuji.
Se nos presenta a Daisuke (el príncipe Duke Fleed) siempre pensando en salvar al planeta Tierra y recordando los buenos momentos vividos en su planeta, sus amistades y seres queridos. 
Los capítulos siguientes tienen más temática adulta, con buena dosis de violencia para la época.
En España la serie fue emitida en algunos canales, y las dos películas fueron distribuidas en VHS por Selecta Visión y emitidas en Buzz.
El 5 de agosto de 2023 se anunció un remake de la serie de anime original, titulada Grendizer U (グレンダイザーU, Gurendaizā U). Será producida por el estudio de animación Gaina y dirigida por Mitsuo Fukuda como director en jefe, con Nagai como director ejecutivo, Ichirō Ōkouchi escribe y supervisa los guiones de la serie, Yoshiyuki Sadamoto diseña los personajes y Kohei Tanaka compone la música. Band-Maid interpreta la canción de cierre. Se estrenará en 2024.

## Trama
El Comienzo
En una Galaxia lejana, existió una pequeña estrella donde se situaba el planeta Fleed, donde vivía pacíficamente una civilización de tecnología muy avanzada. 
Cuando este pueblo estaba en su plenitud, el Rey Vega decidió invadir el planeta con el intento de gobernar toda la galaxia. Casi todos los habitantes del planeta Fleed fueron exterminados por la furia de las fuerzas del Rey Vega, las ciudades fueron destruidas y capturados cientos de esclavos. De esta matanza se salvó Duke Fleed (Daisuke), el cual se apoderó del Robot Gigante Grendizer, protector y única arma del planeta Fleed.
Después de un largo viaje por las estrellas, Duke Fleed llega a nuestro planeta Tierra, perdiendo las fuerzas y estrellándose con su robot. Fue encontrado por el Doctor Dumont, que se hizo cargo de él, lo curó y protegió, adoptándolo como hijo.
El Dr Dumont escondió a Grendizer en una profunda cueva, cercana al centro de "Búsquedas espaciales". Daisuke se recupera en una granja cercana llamada "Los Abedules blancos", donde vive una atípica familia, cuyo padre (Benito) es aficionado a buscar ovnis con su telescopio y le gusta el rodeo americano. Tiene una hermosa hija, llamada Michiru y con ellos también está Koji Kabuto, antiguo conductor del Mazinger Z, (traducido en la versión doblada en Latinoamérica como Carlos Caribe), que después de algún tiempo estudiando en los EE. UU. vuelve a su hogar natal y ahora pilota una nave espacial en forma de platillo.

La Guerra llega a la Tierra
Las fuerzas del Rey Vega, en su afán de conquistar toda la Galaxia, deciden apoderarse de la Tierra y esclavizar a todos sus habitantes. Para ello instalan una base secreta en la cara oculta de la Luna, donde el teniente Gandal y su brazo derecho, Hydargos, maquinan toda clase de invasiones con sus robots, que esta vez son platillos volantes que se transforman en temibles bestias mecánicas.
De este modo, las tropas de Vega deciden atacar la tierra desde su satélite lunar. Por ese motivo, el general Barengos y sus secuaces desembarcan en la Tierra. Daisuke se encuentra en el bosque con Hilary, mientras KOJI es capturado por Balendos, con el OVNI Robot Jin-Jin. Tras su interrogatorio, Barengos logra saber que existe un museo de Robots, donde se encuentran Mazinger Z y Gran Mazinger, como símbolos de la paz mundial y de sus luchas con los antiguos invasores de Dr Infierno y las huestes del Duke Gorgón y Mariscal del Infierno. Koji logra escapar y avisar a Daisuke, el cual acude a la zona del museo, donde comienza una lucha encarnizada contra Gran Mazinger, pilotado por el malvado Barengos. Grendizer se enfrenta a Barengos, el cual, después de resistir con Gran Mazinger, escapa en su nave al ver que Grendizer y Gran Mazinger (pilotado ahora por KOJI), se enfrentan a él. Entre los dos poderosos robots y uniendo sus fuerzas, logran destruir la nave de Barengos con sus monstruos dentro. Esta es la primera gran batalla de Grendizer, ya que en infinidad de ocasiones, las fuerzas de Vega seguirán invadiendo la Tierra, para lo cual, el rey VEGA pondrá toda su confianza en el Comandante Gandal, Blacky y el ministro Argos.

La batalla final
Las fuerzas del Rey Vega van sucumbiendo batalla tras batalla ante Grendizer y sus amigos. 
La base de Vega en la cara oculta de nuestro satélite, La Luna, es destruida y Vega, en un intento desesperado, manda todas sus naves y robots contra la Tierra y Grendizer.
Durante todo este tiempo, el profesor Dumont ha estado experimentando con nuevas naves espaciales para combatir a las bestias mecánicas de Vega. En un primer momento creó tres naves para complementar al robot Grendizer. Ahora, su proyecto más ambicioso es el "Cosmos Espacial», una gran nave de combate para la lucha fuera de nuestra atmósfera, la cual es pilotada por Koji, María y Hillary.
Mientras todo esto ocurre, la S Gandal (la parte femenina de Gandal al igual que en Mazinger Z con el Barón Asler) se suicida de un disparo en la cabeza, aunque la parte masculina logra sobrevivir por poco tiempo, enfrentándose a Grendizer y siendo destruido.
En la última lucha contra Vega, Grendizer y el Cosmos espacial se enfrentan al derruido ejército Vega, destruyéndolo por completo, así como la nave del Rey... La paz, por fin, llega a nuestro planeta y Duke Fleed se siente satisfecho por haber colaborado a ello. Es la hora de la partida hacia el planeta Fleed, el cual ya se está recuperando de las terribles secuelas que Vega dejó tras de sí. 
María y Duke Fleed se despiden de sus amigos de la Tierra, Koji, Hillary, Poncho, Benito, y el Dr Dumont. Una vez más, el bien ha triunfado sobre el mal.

## Personajes
Duke Fleed (デューク・フリード Dyūku Furīdo?)
 Seiyū: Kei Tomiyama, Miyu Irino (2024)
Es el Príncipe Heredero y uno de los pocos sobrevivientes del Planeta Fleed, que fue destruido por las fuerzas del Rey Vega. Ha encontrado un nuevo hogar en el planeta Tierra y juró proteger su nueva patria y vengarse del Rey Vega y sus secuaces. Con el súper robot Grendizer a sus órdenes, Duke Fleed lucha contra una invasión tras otra en los 74 episodios de la serie UFO Robo Grendizer, con la ayuda del ex piloto de Mazinger Z Koji Kabuto, quien sirve como su compañero. El nombre terrestre de Duke Fleed es Daisuke Umon (宇門大介, Umon Daisuke ). Él pretende ser un humano normal y su tapadera es la del hijo del Profesor Umon, jefe del Laboratorio de Ciencias Espaciales. Trabaja como empleado del granjero Danbei Makiba. Al principio Makiba, su hija adolescente Hikaru y su hijo pequeño Goro no saben nada de la identidad secreta de Daisuke y su naturaleza como príncipe extraterrestre. Makiba, una fuente de alivio cómico de temperamento irascible, simplemente intimida a Daisuke para que continúe con su trabajo (que con frecuencia descuida para ir a luchar contra los veganianos) y lo ve como no lo suficientemente bueno para su hija, que está enamorada del joven. Sin embargo, varios incidentes los llevan a descubrir quién es realmente.

## Nuevos inventos del profesor Dumont
Para poder seguir combatiendo contra las fuerzas de Vega, el profesor Dumont y sus investigadores siguen estudiando nuevos inventos de naves y robots para enfrentarlos a los "Discos Monstruos espaciales", entre todos ellos se encuentran tres nuevos Ovni Monstruos:
- Delta Estelar: Nave pilotada por Koji Kabuto que entre sus armas se encuentran el «Cortador Doble y el Rayo Ciclónico»

- Taladro Espacial: Pilotado por María (hermana de Daisuke), haciendo la misión de «taladro perforador», destacando entre sus armas la «Bomba incendiaria y el misil de penetración»

- Planeador Marino: Pilotado por Hilary, el planeador marino es una nave sumergible, utilizada por Grendizer en varias ocasiones. Sus armas más destacadas son el "Cortador marino" y el "Misil marino"

Estas nuevas naves son el equipo de apoyo de Grendizer en sus nuevos enfrentamientos, todas ellas se acoplan a Grendizer y de esta forma tiene más poder de destrucción.

## Las armas de Grendizer
Como en todas las series de Go Nagai, el robot tiene varias armas para defender la Tierra de los ataques enemigos, aunque no superan a las armas de Gran Mazinger contra quien peleó en el filme "Gran Mazinger vs UFO Robot Grendizer" donde estuvo a punto de perder la batalla ante éste. Sobre todo, con las impresionantes "Espadas mazinger" se insinúa en dicho filme que es superior en poderío al Grendizer. 
- Cuchilla Doble: Se trata de dos hachas que están incorporadas en los hombros y que salen disparadas hacia arriba, fundiéndose las dos en una sola arma cortante por ambos lados.

- Rayo antigravitatorio: Rayo paralizante con el cual logra mover o levantar a los enemigos.

- Puños rotantes: Al igual de Mazinger y Gran Mazinger, puños que son lanzados y rotan con láminas cortantes alrededor que van girando.

- Pantalla protectora: Otro nombre con el que se conoce al rayo antigravitatorio.

- Cuchillos giratorios: Arma que va en el «Platillo volante» donde penetra Grendizer para volar, se trata de cuchillos giratorios gigantes, los cuales penetran en las naves enemigas causando grandes estragos.

- Rayo espacial: Rayo equivalente al que caía del cielo en Gran Mazinger, esta vez cae en los «cuernos» de Grendizer para ser lanzados contra los enemigos.

Todas estas armas se complementan con el equipo de apoyo de las tres naves creadas por el Dr. Dumont.

## Nombres de UFO Robot Grendizer en el mundo
- Goldrake o Atlas Ufo Robot en Italia.
- Goldorak en Francia.
- Goldorak en España por Canal Sur, Canal 9 y Telecinco.
- Goldorak, rymdfantomen en Suecia.
- Grendizer en Alemania y países Árabes.
- Grandizer en EE. UU. y Latinoamérica. Versión de "Jim Terry Productions" parte de la edición llamada "Force Five" doblada la misma edición tanto en inglés como en español en Los Angeles Ca.
- Gurendaiza (グレンダイザー) en Japón.
- Las Aventuras de Duke Fleed en el doblaje al español de la extinta empresa mexicana Audiomaster. Con este nombre se dio a conocer en Venezuela a través del canal Televen.